# Trypillia

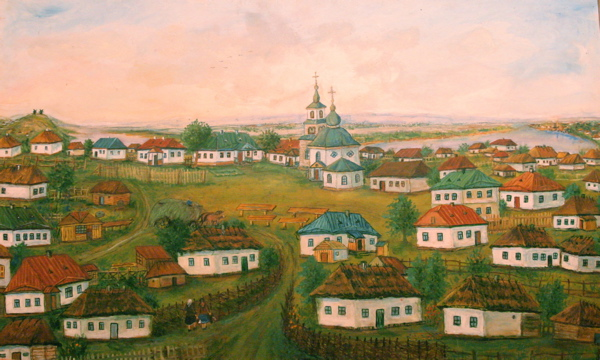
Vista do século XIX de Trypillia, antes do represamento do rio Dnieper (Museu Arqueológico Regional)

Trypillia (em ucraniano:  Трипiлля, Tripillja em russo:  Триполье, Tripolye) é uma vila no distrito Obukhiv Raion do Oblast de Kiev, no centro da Ucrânia, com 2.800 habitantes (em 1 de janeiro de 2005). São cerca de 40 km ao sul de Kiev no rio Dnieper .
Trypillia é o sítio de um antigo mega-assentamento que data de 4300-4000 AEC pertencente à cultura Cucuteni-Trypillian. Os assentamentos dessa cultura chegavam a 200 hectares. Esta proto-cidade é apenas um dos 2.440 assentamentos Cucuteni-Trypillia descobertos até agora na Moldávia e na Ucrânia. 194 (8%) desses assentamentos tinham uma área de mais de 10 hectares entre 5000–2700 a.C e mais de 29 assentamentos tinham uma área na faixa de 100–450 Hectares.

## História

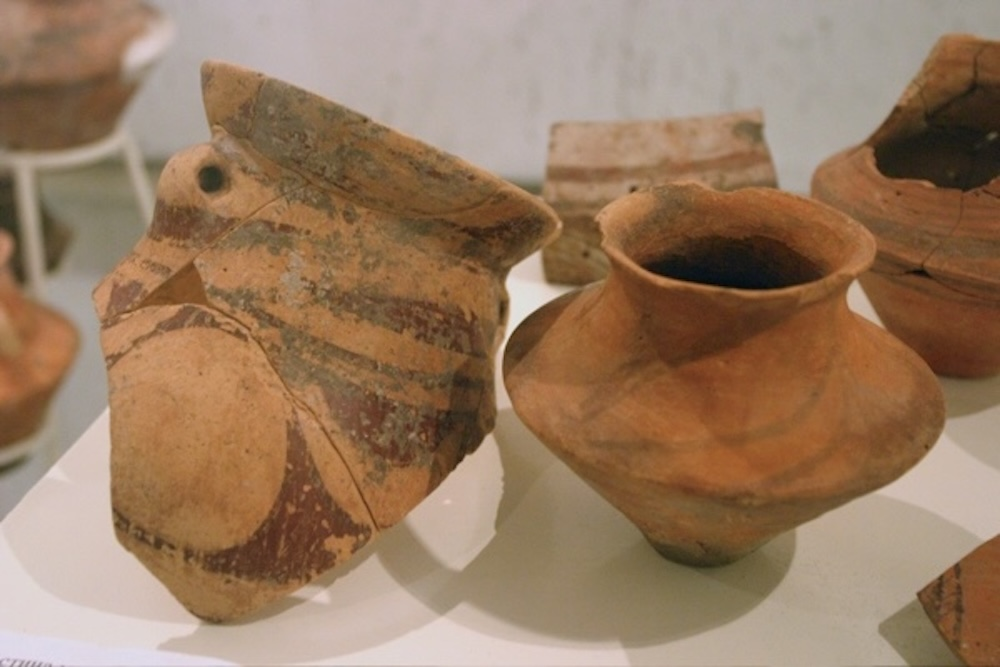
Vasos Trypillianos (Museu Arqueológico Regional)

Foi perto de Trypillia que o arqueólogo Vikentiy Khvoyka descobriu um extenso sítio Neolítico da cultura Cucuteni-Trypilliana, uma das principais culturas Neolítico-Calcolíticas da Europa Oriental. Khvoika relatou suas descobertas em 1897 no 11º Congresso de Arqueólogistas, marcando a data oficial da descoberta desta cultura.
O nome "Trypillia" significa "três campos" nas línguas eslavas. Foi mencionado pela primeira vez por cronistas de Kyivan em conexão com a Batalha do Rio Stugna em 1093. Durante o século XII, Trypillia era uma fortaleza que defendia as abordagens contra Kiev a partir das estepes. Um de seus governantes foi Mstislav Mstislavich. Durante os séculos subsequentes, a cidade se tornou insignificante. Em 1919, foi o local do Incidente de Trypillia, no qual as forças ucranianas sob Danylo Terpylo massacraram uma unidade de bolcheviques.